# Spoorlijn 47
Spoorlijn 47 was een Belgische spoorlijn die Sankt Vith verbond met Troisvierges in Luxemburg. Het Belgische gedeelte van de lijn was 22,4 km lang. Samen met spoorlijn 48 vormde spoorlijn 47 de Vennbahn.

## Geschiedenis

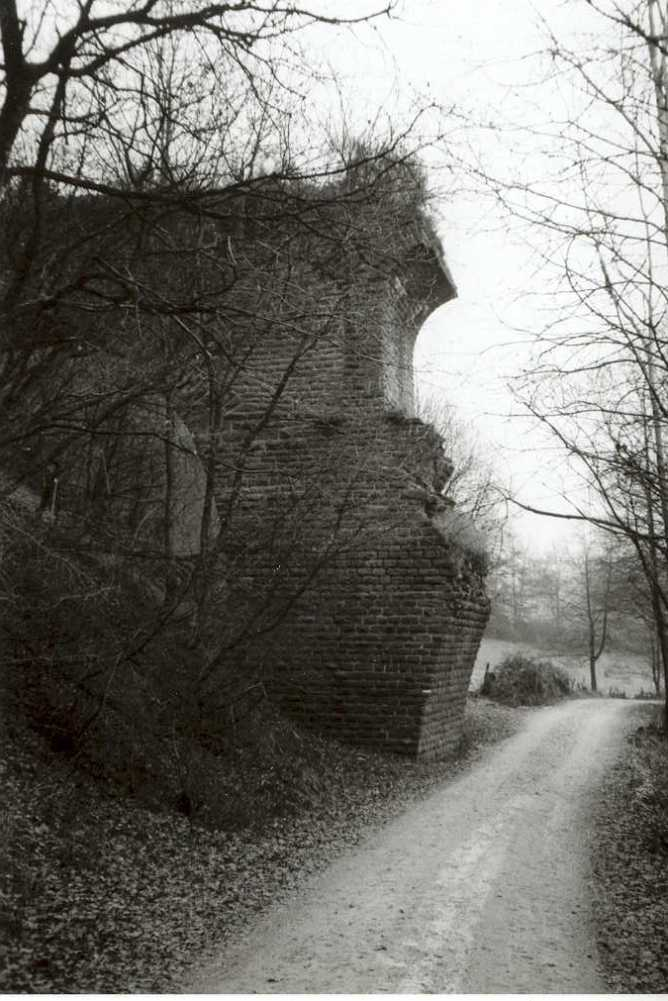
Restanten van de brug over de Our aan de Belgisch-Duitse grens

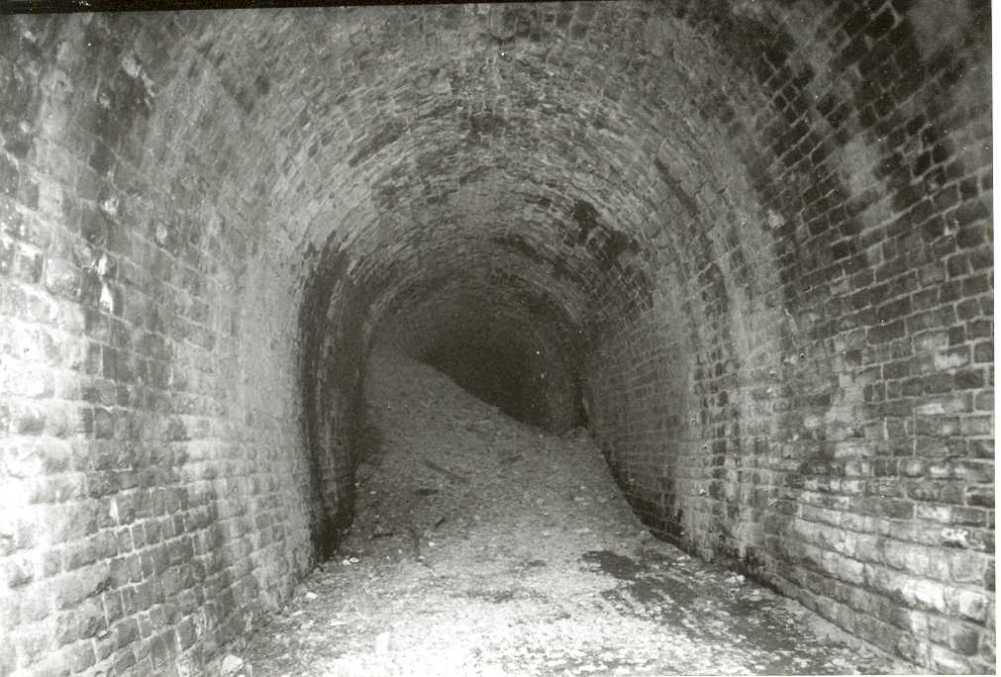
Tunnel van Lommersweiler

De lijn werd door de Pruisische staat gebouwd en geopend tussen 1888 en 1889. In 1909 werd de lijn tussen Sankt Vith en Lommersweiler verdubbeld.
De Eerste Wereldoorlog begon in het westen doordat Duitsland vanuit het toen nog Duitse Reuland het Luxemburgse deel van deze lijn bezette, inclusief het stadje Troisvierges. Dit gebeurde al in de vroege avond van 1 augustus 1914. De actie werd uitgevoerd door het 69e regiment onder aanvoering van een zekere luitenant Feldmann, nog voordat de oorlog was verklaard.
Na de Eerste Wereldoorlog werd de lijn Belgisch, en weer op enkelspoor gebracht in de jaren dertig. Ter hoogte van Hemmeres (gemeente Winterspelt) stak de spoorlijn tweemaal de grensrivier de Our over: de spoorlijn was een Belgische corridor door Duitsland en zorgde voor een Duitse enclave. In 1949 nam België heel Hemmeres in bezit (geen Duitse enclave meer), maar met het grensverdrag van 1956 droeg België Hemmeres en de spoorwegcorridor over aan Duitsland.
Tijdens de Tweede Wereldoorlog raakte de lijn zwaar beschadigd en nadien werd hij niet volledig hersteld. Hierdoor was na de oorlog geen reizigersverkeer meer op de sectie Lommersweiler - Lengeler grens.
Op de sectie Sankt Vith - Lommersweiler was er opnieuw reizigersverkeer van 8 oktober 1945 tot 18 mei 1952 en goederenverkeer naar Bleialf via lijn 46 nog enkele jaren langer. Goederenverkeer op de sectie Reuland - Lengeler grens vond plaats tot 4 december 1962. De sectie Lommersweiler - Reuland werd opgebroken in 1954, de sectie Sankt Vith - Lommersweiler vanaf 1960 en de sectie Reuland - Lengeler grens in 1964.
Tegenwoordig is op een groot deel van het tracé een toeristische fietsroute uitgezet.

## Hoogteprofiel
Voormalige spoorlijn 47 heeft een relatief eenvoudig hoogteprofiel. Vanaf Sankt Vith (460 meter boven zeeniveau) daalt de lijn stelselmatig via de valleien van de Prümer Bach en de Braunlauf. Bij Lommersweiler mondt de Braunlauf uit in de Our en blijft de spoorlijn het water stroomafwaarts volgen. In de valleien van de Braunlauf en Our worden twee meanders afgesneden door tunnels in de heuvelflanken (tunnels van Lommersweiler en Elcherath).
Vanaf het voormalige station van Reuland, bij de monding van de Ulf in de Our op een hoogte van 355 meter, stijgt de spoorlijn terug aan een forser tempo, via de valleien van de Ulf en de Mühlbach tot de 800 meter lange tunnel van Wilwerdange op een hoogte van 510 meter boven zeeniveau. Na deze tunnel daalt de spoorlijn in het groothertogdom tot Troisvierges. De tunnel loopt onder de heuvel van de Burgplatz, het tweede hoogste punt van het groothertogdom Luxemburg. Gezien de spoortunnel niet toegankelijk is, loopt de fietsroute van de Vennbahn over het interfluvium (+/- 555 meter).

## Huidige toestand
De spoorlijn is volledig opgebroken.

## Aansluitingen
In de volgende plaatsen is of was er een aansluiting op de volgende spoorlijnen:
Sankt Vith
Spoorlijn 48 tussen Stolberg en Sankt Vith
Spoorlijn 163 tussen Libramont en Sankt Vith
Y Wiesenbach
Spoorlijn 163 tussen Libramont en Sankt Vith
Lommersweiler
Spoorlijn 46 tussen Lommersweiler en Bleialf
Troisvierges
CFL 1 tussen Luxemburg en Troisvierges